# Фонтан со скульптурой орла и маскароном льва
Судейский фонтан — фонтан в Советске в старой части города. Восстановлен в 2013 году.

## История фонтана
Судебный фонтан был построен в 1912 году. Но история скульптуры орла началась значительно раньше, чем был сконструирован сам фонтан при здании Тильзитского суда. Красавец орел был изготовлен на «Новом чугунолитейном заводе в Берлине Ф. А. Эгеллса» и подарен Тильзиту в 1836 году королём Пруссии Фридрихом Вильгельмом III (1770—1840 гг.), мужем королевы Луизы, которая считалась покровительницей Тильзита. Орел предназначался для украшения въездных ворот в город, называемых «Высокие ворота». Ворота охранялись солдатами гарнизона, около которых собирали таможенный сбор со всех ввозимых в Тильзит товаров для продажи. Но простоял он там сравнительно недолго. К этому времени быстро растущий город Тильзит устремился осваивать близлежащие территории, но «Высокие ворота», как и «Немецкие ворота», эти места въезда и выезда, словно горлышко бутылки, сдавливали движение, и их пришлось ликвидировать в 1861 году. Орла сняли с ворот и перенесли на Пакхофштрассе, 2 (ныне ул. Герцена), и установили над складом.

Маскарон льва

В 1912 году, к 360-летию города Тильзита, городские власти начали обустраивать площадь герцога Альбрехта, где и было решено устроить фонтан и украсить его подобающим образом. Вот тогда и вспомнили об орле. Его сняли со склада, перенесли и установили над фонтаном.
После войны фонтан был разрушен от наезда на него грузовика и только в 2013 году, благодаря инициативе главы города Советска Н. Н. Воищева, былая достопримечательность города была реконструирована на личные средства Воищева. Реставраторы бережно восстановили кирпичные арки полуротонды и гранитные ступени, а также венчали архитектурное сооружение отлитым заново чёрным прусским орлом. Появился и новый элемент — маскарон льва. Его приобрели в Санкт-Петербурге в Мариинском театре. Украшение в виде головы хищного животного было размещено в центре фонтана.